# Hamburger Krankenhausspiegel
Der Hamburger Krankenhausspiegel ist eine Internetplattform, auf der die medizinische Ergebnisqualität von 27 Hamburger Krankenhäusern laienverständlich mit Texten und Grafiken dargestellt wird.

## Grundlage
Veröffentlicht werden Daten, die Krankenhäuser auf der gesetzlichen Grundlage des Fünften Buches Sozialgesetzbuch (§§ 135 und 137) an das Institut nach § 135 SGB V bzw. die Landesgeschäftsstelle Externe Qualitätssicherung Hamburg (EQS) melden. Diese Daten beinhalten Ergebnisse von Leistungsbereichen und Qualitätsindikatoren, die Auskunft über die medizinische Versorgungsqualität geben sollen. Leistungsbereiche (Module) sind etwa Brustkrebsoperationen oder Herzkatheteranwendungen; Qualitätsindikatoren zum Beispiel die Häufigkeit von Komplikationen oder die Durchleuchtungsdauer mit Röntgenstrahlen. Im Hamburger Krankenhausspiegel werden derzeit 12 Module mit jeweils 5 bis 12 Qualitätsindikatoren dargestellt. Die Teilnahme an der Qualitätssicherung ist gesetzlich verpflichtend, die am Krankenhausspiegel dagegen freiwillig (mehr unter Organisationsform).

## Inhalte
Dargestellt werden Qualitätsergebnisse von den Modulen Brustkrebsoperationen, Bypassoperationen, Gallenblasenoperationen, Geburtshilfe, Gynäkologische Operationen, Herzkatheteranwendungen, Einsatz Herzschrittmacher, Hüftgelenkersatz, Kniegelenkersatz, Lungenentzündung, Oberschenkelhalsbruch und Rekonstruktion der Halsschlagader. Jeder Leistungsbereich ist identisch strukturiert: Auf einer Übersichtsseite sind alle beteiligten Kliniken mitsamt Fallzahlen und Dokumentationsquoten aufgelistet. Für jeden Indikator folgt eine Seite, auf der die EQS/BQS-Ergebnisse in einem Schaubild präsentiert und mit einem Text laienverständlich erläutert werden; ein Ampelsystem symbolisiert die Ergebnisse (mehr unter Verfahren). Die Ergebnisse können über einen Jahresvergleich bis zum Jahr 2005 zurückverfolgt werden. Neben den Daten der Qualitätssicherung werden Kurzporträts der Krankenhäuser sowie die gesetzlichen Qualitätsberichte veröffentlicht.
Der Krankenhausspiegel befindet sich in der Entwicklung und wird jährlich aktualisiert. Von ursprünglich 19 beteiligten Kliniken Anfang 2007 ist die Zahl auf 27 gestiegen. Die im Krankenhausspiegel vertretenen Kliniken decken mehr als 95 Prozent der stationären Krankenversorgung der Hansestadt ab. Auch die Leistungsbereiche werden beständig ausgeweitet; 2010 ist die Aufnahme von mindestens zwei neuen Modulen vorgesehen.

## Verfahren
Die Erhebung der Qualitätsdaten erfolgt bundesweit einheitlich. Bei jeder Gallenblasen- oder Hüftoperation muss das medizinische Personal in allen Kliniken Deutschlands die gleichen Formulare ausfüllen und die gleichen Fragen beantworten. Diese Dokumentationen gehen an die jeweils zuständigen Landesgeschäftsstellen der BQS. Besondere Aufmerksamkeit schenken die Fachgremien den Kliniken mit Ergebnissen, die vom Referenzbereich abweichen. Die Experten bitten dann die betroffenen Krankenhäuser um eine schriftliche Stellungnahme. Dieses Verfahren nennt sich „strukturierter Dialog“.
Es kann zu auffälligen Ergebnissen kommen, wenn ein Krankenhaus besonders viele schwerkranke Patienten behandelt. Diese Patienten haben oft ein größeres Risiko, komplizierte Krankheitsverläufe zu erleiden als etwa solche, bei denen die Operation bei sonst guter Gesundheit lange vorher geplant werden konnte. Deshalb erscheinen statistische Behandlungsergebnisse oft schlechter, ohne dass die medizinische Versorgungsqualität tatsächlich eingeschränkt ist. Eine Erklärung für statistische Abweichungen können aber auch Dokumentationsprobleme sein, wenn etwa die Datensätze der BQS versehentlich falsch oder unvollständig ausgefüllt wurden. Abweichende Ergebnisse können also auch bei guter Patientenversorgung entstehen.
Im strukturierten Dialog der EQS mit den Hamburger Krankenhäusern wird für jede Auffälligkeit geklärt, welche Ursachen den Abweichungen zugrunde lagen. Erst danach erfolgt die Einstufung in „qualitativ unauffällig“ (grüne Ampel im Krankenhausspiegel), „qualitativ unauffällig mit Kontrolle im Folgejahr“ (gelbe Ampel) oder „qualitativ auffällig“ (rote Ampel). Bei einer roten Ampel im Krankenhausspiegel hat die jeweilige Klinik die Möglichkeit, eine kurze Erläuterung abzugeben.

## Organisationsform
Die beteiligten Kliniken haben sich in einem von allen unterzeichneten letter of intent zur freiwilligen Offenlegung von Qualitätsdaten verpflichtet. Der Krankenhausspiegel wird durch eine Lenkungsgruppe gesteuert, in der die Krankenhäuser durch die HKG Health Services GmbH, eine Tochterfirma der Hamburgischen Krankenhausgesellschaft e.V. (HKG), vertreten sind. Technisch wird das Projekt durch eine Agentur umgesetzt. Nach außen vertritt ein Sprecher den Hamburger Krankenhausspiegel.

## Darstellung
Der Slogan des Hamburger Krankenhausspiegel lautet „Qualität, Offenheit, Vertrauen“. Das Projekt kann – was Transparenz und Patientenorientierung angeht –  als bundesweites Referenzprojekt gesehen werden, denn die laienverständliche Veröffentlichung der Daten geht weit über die gesetzlichen Anforderungen hinaus. In den verpflichtenden Qualitätsberichten müssen Ergebnisse von nur jeweils etwa drei Indikatoren pro Modul publiziert werden, im freiwilligen Krankenhausspiegel sind dagegen die Resultate aller Indikatoren vollständig offengelegt. Dies ist im Vergleich zu ähnlichen regionalen bzw. überregionalen Internetportalen in Deutschland einmalig.
Bei der Darstellung mit Ampelsystem und Schaubildern im Krankenhausspiegel wird bewusst auf ein Klinik-Ranking verzichtet. Vielmehr ermöglichen die Hamburger Kliniken mit der gemeinsamen Offenlegung der Ergebnisse allen Patienten einen Vergleich und streben gleichzeitig eine weitere Verbesserung ihrer eigenen Leistungsfähigkeit an. In den vier Jahren der Darstellung (2005–2008) haben fast alle Krankenhäuser ihre Ergebnisse in den meisten Indikatoren zum Teil deutlich verbessert; die Zahl der roten Ampeln für qualitative Auffälligkeiten hat in den einzelnen Modulen kontinuierlich abgenommen.
Der Krankenhausspiegel wurde 2008 von der Financial Times Deutschland als „Preisträger Ideenpark Gesundheitswirtschaft“ ausgezeichnet.

## Grenzen
Befragte Patienten wünschen sich Ergebnisse zur Behandlungsqualität weiterer Krankheitsbilder. Die gesetzliche Qualitätssicherung deckt jedoch nur etwa 20 Prozent der stationären Behandlungsfälle ab, so dass viele Leistungsbereiche im Krankenhausspiegel derzeit nicht dargestellt werden können.

## Ausblick
Analog zum Hamburger Krankenhausspiegel sind 2008 der Krankenhausspiegel Hannover, 2010 der Bremer und 2014 der Thüringer Krankenhausspiegel entstanden, weitere Regionalportale auf Krankenhausspiegel-Basis befinden sich in der Entwicklung.